# تیغ‌پشت حشره‌خوار توماس
تیغ‌پشت حشره‌خوار توماس(نام علمی: Microgale thomasi) نام یک گونه از سرده ریزراسویی‌ها است.